# 1868 w sztukach plastycznych
Wydarzenia w sztukach plastycznych i wizualnych w 1868 roku.

## Malarstwo

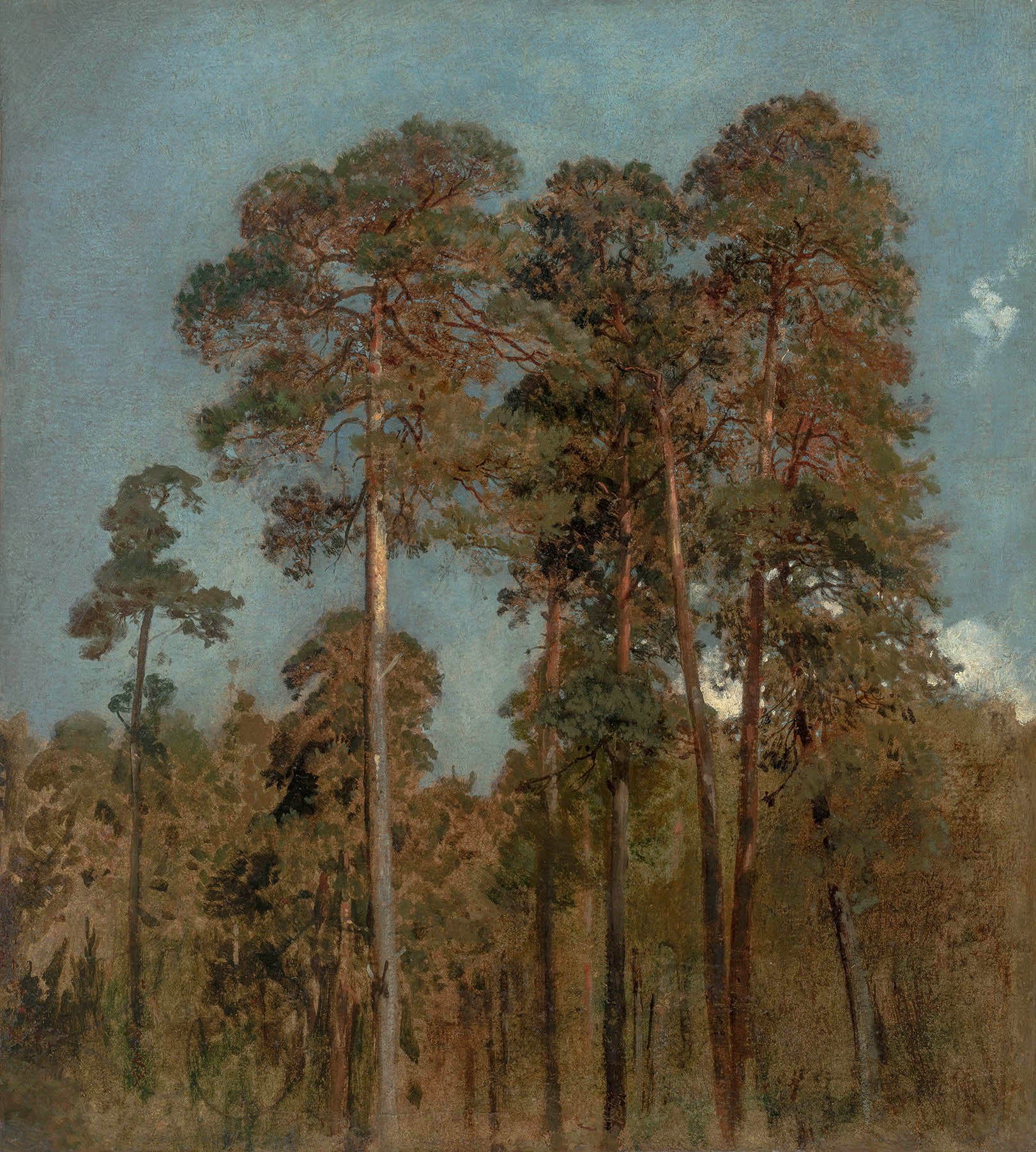
Maksymilian Gierymski Sosny

- Edgar Degas

Josephine Gaujean – olej na płótnie
- Maksymilian Gierymski

Sosny – olej na płótnie, 50,5× 45,5cm
- Aleksander Kotsis

Matula pomarli – olej na płótnie, 41x60 cm
- Édouard Manet

Śniadanie w pracowni – olej na płótnie, 118x153,9 cm
Portret Emila Zoli – olej na płótnie, 146x114 cm
Lektura – olej na płótnie, 61x73 cm
Portret Leona Leenhoffa – olej na płótnie, 85x71 cm
- Claude Monet

Madame Gaudibert – olej na płótnie, 217x138,5 cm
- Auguste Renoir

Lato – olej na płótnie, 85x59 cm
Sisley z żoną – olej na płótnie, 105x75 cm
- Henryk Rodakowski

akwarele z cyklu Album Pałahickie
Stróż – olej na płótnie, 100x70

## Urodzeni
- 21 listopada – Karol Jankowski (zm. 1928), polski architekt
- 7 czerwca – Charles Rennie Mackintosh (zm. 1928), szkocki malarz i architekt

## Zmarli
- 28 stycznia – Adalbert Stifter (ur. 1805), austriacki malarz
- 21 lutego – Giuseppe Abbati (ur. 1836), włoski malarz
- 1 marca – Józef Simmler (ur. 1823), polski malarz
- 4 marca – Karl Christian Vogel von Vogelstein (ur. 1788), niemiecki malarz
- 15 marca – François-Édouard Picot (ur. 1786), francuski malarz i litograf
- 25 czerwca – Siegmund Lachenwitz (ur. 1820), niemiecki malarz animalista
- Luis Ferrant y Llausás (ur. 1806), hiszpański malarz
- Emanuel Leutze (ur. 1806), amerykański malarz